# Klassika
Klassika – czwarty album studyjny polskiej grupy muzycznej Esqarial. Wydawnictwo ukazało się 26 kwietnia 2004 roku nakładem wytwórni muzycznej Empire Records. Płyta została zarejestrowana w składzie Marek Pająk (gitara), Bartek Nowak (gitara), Ludosław Przybylski (gitara basowa) oraz Bartosz Woźniak (perkusja). Gościnnie w nagraniach wziął udział wokalista Grzegorz Kupczyk znany m.in. z występów w formacji Turbo.

## Lista utworów
Opracowano na podstawie materiału źródłowego.
1. „Prelude d-moll” – 1:07 (utwór instrumentalny)
2. „Toy Soldier” – 4:40
3. „Requiem” – 4:15
4. „Eye of the Cyclone” – 4:41
5. „El Fuego” – 2:11 (utwór instrumentalny)
6. „Timequake” – 4:39
7. „True Lies II” – 4:13
8. „Sleeping in the Flame” – 4:50
9. „Moonlight Sonata” – 4:47
10. „A Pure Formality II” – 3:46